# 四海幫海罡堂
海罡堂是台灣非法組織四海幫的直系堂口（黑社會組織）。目前主要在以台北萬華地區活動，並涉及擴及其它地區；成員數不明。

## 略歷
於2002年4月被警方提報為四海幫新堂口。2002年之前大都在萬華地區活動。前堂主方寶慶，於2016年演藝圈盛傳與藝人李姸憬交往的消息。方寶慶、其幫內直屬大哥是四海幫前幫主張建英；。方寶慶曾在2004年520前夕年因涉及在泛藍集會遊行中介入滋擾事件，涉及丟汽油彈縱火。當時、還被查到2把改造手槍、上百發子彈。遭警方列為治平對象並被檢肅到案。當時、警方認定他是四海幫轄下海罡堂堂主，涉嫌為了擴展勢力，以網咖做堂口據點、吸收中輟生及青少年入幫。

## 歷任堂主
- 首任：戴嘉良、副堂主郭子豪（民國92年3月「雷霆十一號」專案行動）[3]
- 二任：方寶慶（綽號「天寶、寶哥」）（民國93年5月「雷霆三十四」專案行動）
- 三任：李東龍（綽號「阿東、東哥」）

## 組織
不明

## 參閲
- 四海幫
- 治平專案

## 外部連結
- 四海幫太子爺出事！遭北聯幫擄走 雙手全被打斷 （页面存档备份，存于）